# ロンドン郵便局鉄道
郵便局鉄道（ゆうびんきょくてつどう、英: Post Office Railway）または郵便鉄道（ゆうびんてつどう、英: Mail Rail）は、ロンドンでかつて運行された郵便物を輸送するための地下鉄道である。ロンドン中央郵便局（General Post Office）によって建設され、1927年から2003年まで使用された。2017年9月から郵便博物館（Postal Museum）の来館者向けアトラクションとして鉄道の一部が公開されている。

## 概要
鉄道はロンドン西部のパディントン地区郵便局から東部ホワイトチャペルの東部地区郵便局までの6.5マイル（10.5km）を結び、沿線の主要郵便局に郵便物を運んだ。列車は電気で動き、無人で運行された。
鉄道は地表から約70フィート（21m）下に造られ、基幹トンネルは直径9フィート（2.7m）で軌間2フィート（610mm）の線路が2本走り、トンネルは駅の近くで直径7フィート（2.1m）の単線トンネル2本に分岐する。

## 駅一覧
- パディントン地区郵便局（Paddington District Office）
- 西部小包取扱郵便局（Western Parcels Office）−1965年廃止
- 西部地区郵便局（Western District Office）−1965年廃止
- 西部地区郵便局（ラスボーン・プレイス）（Western District Office）−1965年新設
- 西部中央地区郵便局（Western Central District Office）
- マウント・プレザント（Mount Pleasant）
- キング・エドワード・ビルディング（King Edward Building）
- リバプール・ストリート鉄道駅（Liverpool Street railway station）
- 東部地区郵便局（Eastern District Office）

（出典：）

## 歴史

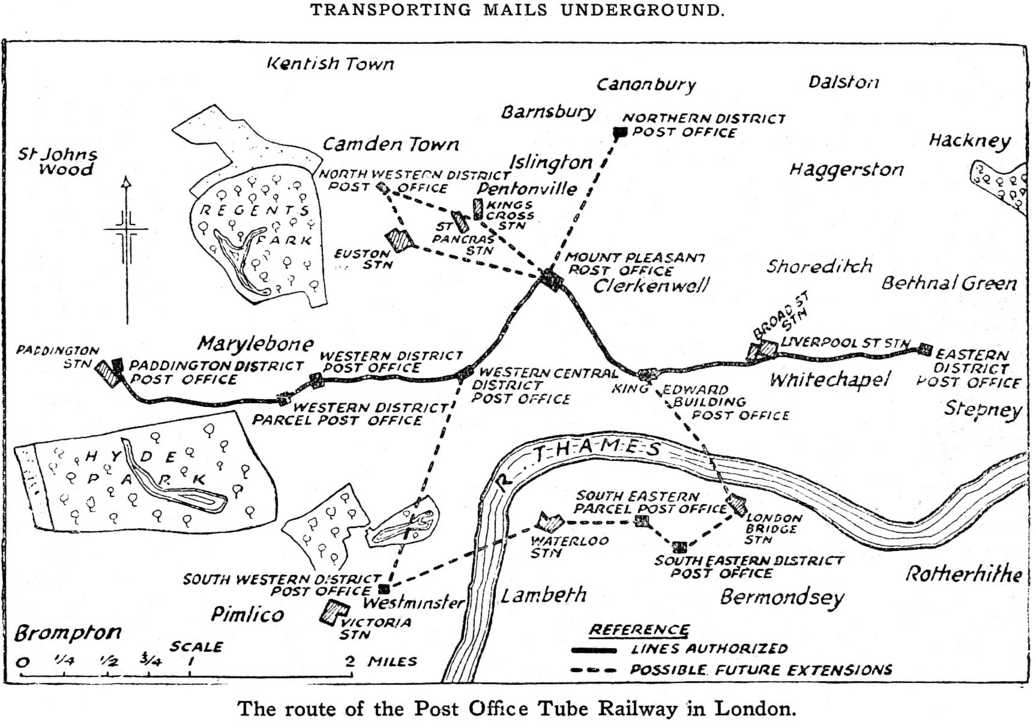
郵便局鉄道の路線図（1929年）

20世紀初頭、ロンドンでは道路渋滞や霧のため郵便物の輸送に遅延が生じていた。1911年、地下を活用して郵便物を運ぶ鉄道の建設計画が持ち上がった。電気式の鉄道は地表から平均70フィート（21m）下を無人で運行され、パディントンからホワイトチャペルまでの6.5マイル（10.5km）を結ぶものだった。1913年に鉄道の法案が可決され、翌年に地下トンネルの建設が始まった。
1917年から1923年にかけて建設作業は戦争のため中断された。戦争中、地下トンネルにはナショナル・ポートレート・ギャラリーやテート・ギャラリーの美術品が保管された。
1927年12月、鉄道はマウント・プレザントからパディントンの区間で小包の輸送を開始した。次にマウント・プレザントからリバプール・ストリートの区間、続いてリバプール・ストリートから東部地区郵便局の区間で小包の輸送が始まり、手紙は1928年2月に輸送され始めた。
1954年、新しい西部地区郵便局をラスボーン・プレイスに作る計画が持ち上がり、新たな区間が分岐して建設された。それに伴い、西部小包取扱郵便局と西部地区郵便局は1965年に廃止され、新しい西部地区郵便局に引き継がれた。
1987年、鉄道は60周年を記念して名称を郵便局鉄道（Post Office Railway）から郵便鉄道（Mail Rail）に変更した。
郵便利用の減少や沿線にある郵便局の閉鎖によって鉄道の運行に費用がかさむようになり、鉄道は2003年5月に運行を停止した。